# Triệu Tông Kỳ
Triệu Tông Kỳ (tiếng Trung: 赵宗岐; bính âm: Zhào Zōngqí; sinh năm 1955) là Thượng tướng Quân Giải phóng Nhân dân Trung Quốc (PLA). Ông hiện là Ủy viên Ban Chấp hành Trung ương Đảng Cộng sản Trung Quốc khóa XIX, Tư lệnh Chiến khu Tây bộ Quân Giải phóng Nhân dân Trung Quốc. Trước đó, từ năm 2012 đến năm 2016, ông là Tư lệnh Quân khu Tế Nam.

## Tiểu sử
Triệu Tông Kỳ sinh năm 1955 ở huyện Tân, tỉnh Hắc Long Giang. Tháng 12 năm 1970, Triệu Tông Kỳ nhập ngũ ở tuổi 16 nhận nhiệm vụ chiến sĩ được biên chế vào Quân đoàn 14 Lục quân, Quân khu Thành Đô, từ đó đến năm 1984, ông đảm nhiệm chức vụ Tiểu đội trưởng trinh sát, quyền Trung đội trưởng. Trước đó vào năm 1979, Triệu Tông Kỳ tham gia cuộc chiến tranh xâm lược toàn tuyến biên giới phía Bắc Việt Nam. Theo Tân Hoa xã, Triệu Tông Kỳ đã tham gia các trận đánh xâm lược Lào Cai, Cam Đường, Sa Pa với vai trò trinh sát, tình báo, với tư cách là tổ trưởng trinh sát ông từng nhiều lần dẫn quân xâm nhập khu vực đóng quân của bộ đội Việt Nam và bắt cóc tù binh. Bản thân ông cũng nhiều lần cải trang giả làm người Việt Nam, thâm nhập sâu vào trong biên giới để thu thập tin tức tình báo. Tin tức tình báo mà Triệu Tông Kỳ thu thập được đã được lấy làm căn cứ cho quân Trung Quốc thay đổi kế hoạch tấn công 2 Trung đoàn chủ lực của bộ đội Việt Nam ở Sa Pa. Sau năm 1984, ông lần lượt được bổ nhiệm làm Trưởng phòng trinh sát Bộ Tư lệnh Quân đoàn 14 Lục quân, Trung đoàn trưởng Trung đoàn 118, Sư đoàn 40, Tập đoàn quân 14 Lục quân, Quân khu Thành Đô.
Tháng 8 năm 1991, Triệu Tông Kỳ được bổ nhiệm giữ chức Phó Tham mưu trưởng Sư đoàn 40, Tập đoàn quân 14 Lục quân. Tháng 4 năm 1992, ông được điều động làm Lữ đoàn trưởng Lữ đoàn Bộ binh 52 Quân khu Tây Tạng. Năm 1998, Triệu Tông Kỳ giữ chức Phó Tham mưu trưởng Quân khu Tây Tạng. Tháng 8 năm 1999, ông được thăng chức Tham mưu trưởng Quân khu Tây Tạng. Năm 2004, ông được bổ nhiệm làm Phó Tư lệnh Khu Cảnh bị Trùng Khánh. Tháng 10 năm 2004, Triệu Tông Kỳ được bổ nhiệm làm Tư lệnh Tập đoàn quân 14 Lục quân, Quân khu Thành Đô. Tháng 9 năm 2007, ông được luân chuyển làm Tư lệnh Tập đoàn quân 13 trực thuộc Quân khu Thành Đô. Tháng 12 năm 2007, Triệu Tông Kỳ được bổ nhiệm giữ chức Ủy viên Thường vụ Đảng ủy Quân khu, Tham mưu trưởng Quân khu Tế Nam.
Tháng 11 năm 2012, Triệu Tông Kỳ kế nhiệm Thượng tướng Phạm Trường Long làm Phó Bí thư Đảng ủy Quân khu, Tư lệnh Quân khu Tế Nam khi ông Phạm Trường Long được bầu giữ chức vụ Phó Chủ tịch Quân ủy Trung ương Trung Quốc. Ngày 14 tháng 11 năm 2012, tại Đại hội Đảng Cộng sản Trung Quốc lần thứ 18, ông được bầu làm Ủy viên Ban Chấp hành Trung ương Đảng Cộng sản Trung Quốc khóa XVIII. Ngày 31 tháng 7 năm 2015, Triệu Tông Kỳ được phong quân hàm Thượng tướng, hàm cao nhất trong Quân Giải phóng Nhân dân Trung Quốc (PLA).
Tháng 2 năm 2016, Chủ tịch Quân ủy Trung ương Tập Cận Bình tuyên bố giải thể 7 đại Quân khu gồm Bắc Kinh, Thẩm Dương, Tế Nam, Nam Kinh, Quảng Châu, Lan Châu và Thành Đô để thiết lập lại thành 5 Chiến khu, là Chiến khu Đông, Chiến khu Bắc, Chiến khu Nam, Chiến khu Tây và Chiến khu Trung ương; Triệu Tông Kỳ được bổ nhiệm làm Tư lệnh Chiến khu Tây bộ Quân Giải phóng Nhân dân Trung Quốc. Ngày 24 tháng 10 năm 2017, tại Đại hội Đảng Cộng sản Trung Quốc lần thứ XIX, ông được bầu làm Ủy viên Ban Chấp hành Trung ương Đảng Cộng sản Trung Quốc khóa XIX.

## Lịch sử thụ phong quân hàm
| Quân hàm |             |             | Thượng tướng |  |  |  |  |  |  |  |  |
| Cấp bậc  | Thiếu tướng | Trung tướng | Thượng tướng |  |  |  |  |  |  |  |  |
|          |             |             |              |  |  |  |  |  |  |  |  |